# Majanggut II
Majanggut II is een bestuurslaag in het regentschap Pakpak Bharat van de provincie Noord-Sumatra, Indonesië. Majanggut II telt 78 inwoners (volkstelling 2010).